# Fischhaus (Dinkelsbühl)
Fischhaus (auch Carmeliterhaus genannt) ist eine Wüstung auf dem Gemeindegebiet der Großen Kreisstadt Dinkelsbühl im Landkreis Ansbach (Mittelfranken, Bayern). Fischhaus lag in der Gemarkung Dinkelsbühl.

## Geografie
Die Einöde lag bei Unsinnige Mühle circa zwei Kilometer von der Stadtmitte Dinkelsbühl entfernt. Sie wurde weder in der Bayerischen Uraufnahme noch in den später erschienenen topographischen Karten verzeichnet.

## Geschichte
Fischhaus lag im Fraischbezirk der Reichsstadt Dinkelsbühl. Das Anwesen hatte das Karmelitenkloster Dinkelsbühl als Grundherrn. Im Jahr 1809 wurde Fischhaus infolge des Gemeindeedikts dem Steuerdistrikt und der Munizipalgemeinde Dinkelsbühl zugeordnet.

## Einwohnerentwicklung
| Jahr      | 001818 | 001836 | 001840 | 001852 | 001871 | 001885 | 001900 | 001925 |
| Einwohner | 0      | 4      | 5      | 5      | 4      | 4      | 6      | 0      |
| Häuser    | 1      | 1      | 1      | 1      |        | 1      | 1      | 1      |
| Quelle    | [ 1 ]  | [ 7 ]  | [ 8 ]  | [ 9 ]  | [ 10 ] | [ 11 ] | [ 3 ]  | [ 12 ] |

## Religion
Die Protestanten waren nach St. Paul (Dinkelsbühl) gepfarrt, die Katholiken nach St. Georg (Dinkelsbühl).